# Nadia Nadim
Nadia Nadim (nascida em 2 de janeiro de 1988) é uma jogadora de futebol afegã-dinamarquesa que joga como atacante para o PSG.

## Início de vida e carreira
Nadim nasceu em Herat e foi criada no Afeganistão até que o seu pai, um general do Exército Nacional Afegão (ANA), foi executado pelos talibãs, em 2000. A sua família fugiu para a Dinamarca, onde ela começou a sua carreira no futebol, jogando para o B52 Aalborg, Team Viborg e IK Skovbakken, antes de se mudar para o Fortuna Hjørring em 2012. Ela fez a sua estreia na Liga dos Campeões em setembro do mesmo ano, marcando os dois golos da vitória por 2-1 sobre o Campeão Escocês Glasgow City.

## Carreira

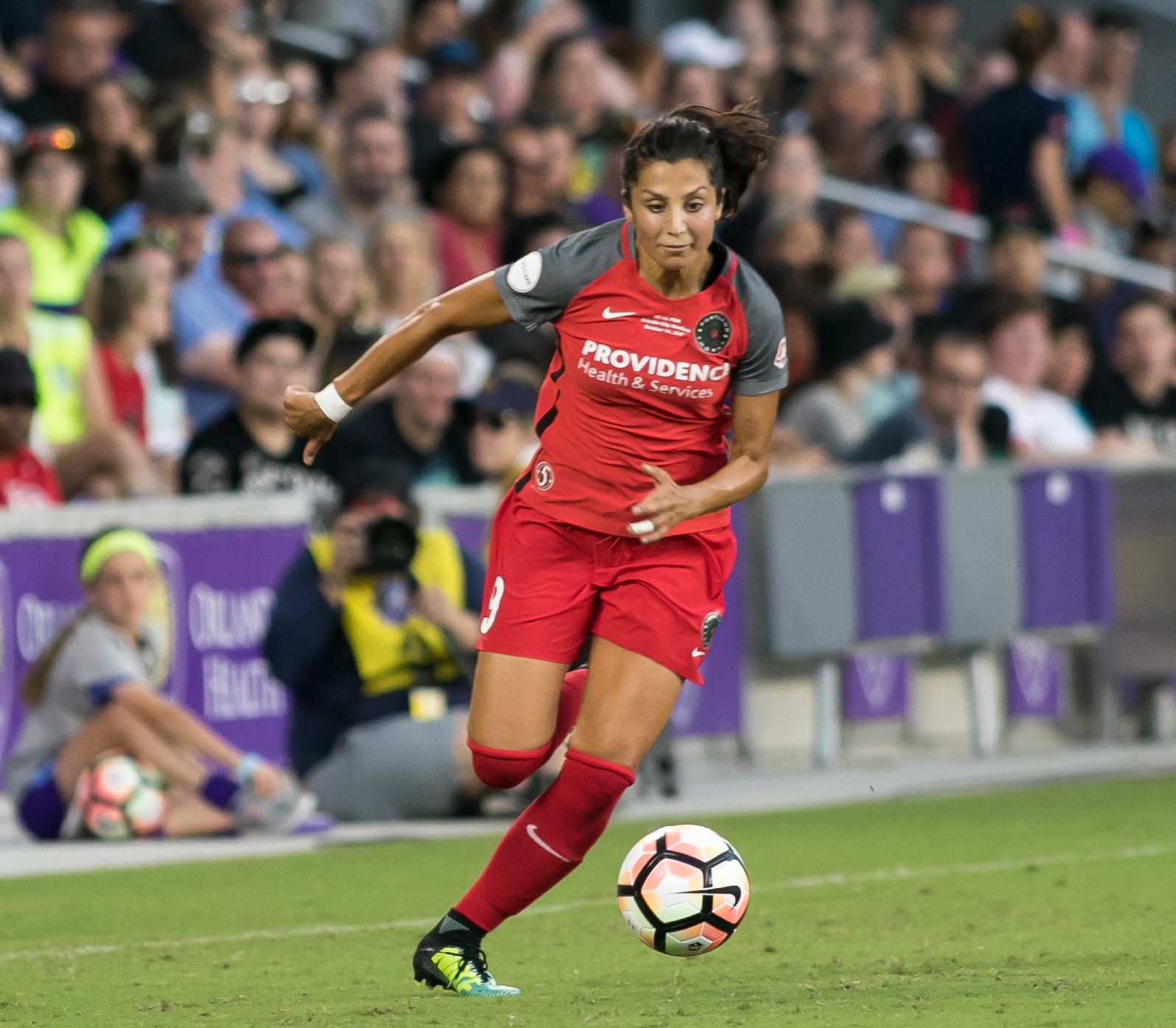
Nadia Nadim jogando para o Portland Thorns FC em 2017

### Sky Blue FC
Nadim juntou-se ao clube da NWSL Sky Blue FC perto do fim da temporada de 2014 da NWSL. A jogar em 6 jogos, ela marcou 7 golos e 3 assistências. Ela foi nomeada a jogadora da semana no dia 19 de agosto e a jogadora do mês da NWSL em 14 de agosto. Em 16 de fevereiro de 2015, o Sky Blue anunciou que Nadim tinha assinado para jogar pela equipa na época de 2015.

### Portland Thorns FC
Em 14 de janeiro de 2016, Nadim foi negociada para jogar pelo Portland Thorns FC. Jogando como ponta-de-lança, ela terminou a temporada de 2016 como a melhor marcadora da equipa, com 9 golos em 20 jogos, a equipe venceu a 2016 NWSL Shield. Na temporada de 2017, ela ajudou a equipa a obter o segundo lugar na liga e a vitória no NWSL Championship.

### Manchester City
Em 28 de setembro de 2017, Nadim assinou para jogar pelo Manchester City, na temporada de 2018. Ela se juntou ao clube em janeiro de 2018, e fez sua estreia com o Manchester City em 7 de janeiro de 2018, na vitória por 5-2 sobre o Reading. Depois de seis minutos em campo, ela marcou seu primeiro golo pela equipa, e 26 minutos mais tarde, ela fez uma assistência, quando o Manchester City marcou o seu segundo golo na partida. Em seu segundo jogo com a equipa ela marcou o golo da vitória em uma vitória por 1 a 0 sobre o Chelsea, na semifinal dos Continental Tyres Cup.
Em 26 de julho de 2018, enquanto em turnê nos EUA com o Manchester City, a BBC informou que Nadim havia solicitado a transferência para fora do clube, afirmando que ela nunca tinha se sentido em casa lá e queria sair.